# Wohn- und Wirtschaftsgebäude Neuendammer Straße 42
Das Wohn- und Wirtschaftsgebäude Neuendammer Straße 42 in der niedersächsischen Stadt Osterholz-Scharmbeck, Ortsteil Pennigbüttel, stammt vom Anfang des 19. Jahrhunderts. Aktuell (2025) wird es zum Wohnen genutzt oder es steht leer.
Das Gebäude steht unter Denkmalschutz (siehe auch Liste der Baudenkmale in Osterholz-Scharmbeck).

## Geschichte und Beschreibung
Das 1216 erstmals erwähnte Dorf Penningbüttel auf der Osterholzer Geest am Rande des Teufelsmoores war im 18./19. Jahrhundert durch die Landwirtschaft geprägt.
Das eingeschossige giebelständige Wohn- und Wirtschaftsgebäude als regionstypisches Zweiständer-Hallenhaus in Fachwerk mit Steinausfachungen, mit reetgedecktem Krüppelwalmdach mit Fledermausgaube, Uhlenloch, Ladeluke und der Grooten Door mit geradem Abschluss wurde um 1800 gebaut und 1867 verlängert. Seitlich steht ein Anbau.